# 最上義定
最上義定（1492年－1520年2月20日）是出羽的戰國大名。最上義淳的長男。通稱出羽太郎。官位是修理大夫。
永正元年（1504年），因為父親死去而成為山形城城主。同年進攻宿敵寒河江氏並令其降伏，但是在此時燒燬寒河江的慈恩寺。在永正9年（1512年）於庄内與武藤氏和砂越氏戰鬥，之後義定征服寒河江。還有迎娶了一族山野邊直廣的女兒等，最初有著極活躍的行動。
但是永正11年（1514年），伊達稙宗突然侵攻山形。以義定為中心聚集了天童氏、清水氏、延澤氏等各地最上氏有力支族、以及降伏的寒河江氏等，但是這支連合軍與稙宗在長谷堂戰鬥時敗北，岳父山野邊直廣和吉川政周（寒河江一族）戰死。翌年迎娶稙宗的妹妹並締結和議，以後受到伊達氏的影響力，最上氏的勢力開始衰退。義定在這樣的情勢下於永正17年（1520年）2月2日死去。戒名是雲照寺殿惟翁勝公大居士。墓所在山形縣山形市中野的雲祥院。
因為義定和伊達夫人之間沒有兒子，於是中野氏的義守被迎為當主。有說法指義定和山野邊夫人之間有兒子，不過因為伊達家為了把最上氏傀儡化而被退去。

## 外部連結
【最上義定/もがみよしさだ】　～第九代山形城主～ （页面存档备份，存于）